# Jessica Durlacher
Jessica Durlacher (Amsterdam, 6 september 1961), is een Nederlands schrijfster. In 2011 won Durlacher de Opzij Literatuurprijs voor het boek De held.

## Literaire carrière
Voordat ze debuteerde als schrijfster, was Durlacher criticus en columniste. Tijdens haar studie richtte zij met anderen het literaire tijdschrift De Held op, waarin zij interviews, recensies en het verhaal 'Schoorstenen' publiceerde. Uit Durlachers bezigheden bij De Held vloeiden haar latere journalistieke activiteiten voort, als criticus en columnist bij onder andere de Volkskrant, Vrij Nederland, De Tijd en HP/De tijd.
Zowel haar romandebuut Het Geweten als De dochter worden ook wel aangeduid als 'tweede-generatieromans': in beide boeken zijn de hoofdpersonen kinderen van Nederlandse ouders die in de Tweede Wereldoorlog de concentratiekampen hebben overleefd, zelf hebben zij de oorlog en de bezetting niet meegemaakt. Voor haar romandebuut ontving Durlacher de Debutantenprijs en het Gouden Ezelsoor. Ook werd de Duitse vertaling genomineerd voor de Literatuurprijs Nordrhein/Westfalen. Haar roman De dochter werd genomineerd voor de Literatuurprijs Nordrhein/Westfalen en de NS Publieksprijs.

## Uitgeverij
In juni 2016 kondigde Durlacher aan haar volgende roman niet te laten uitgeven door haar uitgeverij De Bezige Bij, doch daarentegen bij Hollands Diep, de uitgeverij van De Bezige Bij's ex-directeur-uitgever Robbert Ammerlaan. Daarmee volgde zij Tommy Wieringa. Dit uit protest omdat De Bezige Bij had besloten het pamflet 'Pleidooi voor radicalisering' van de door de staat Israël van antisemitisme beschuldigde De Standaard-columnist en oud-voorman van de Arabisch-Europese Liga Abou Jahjah te publiceren. Durlacher, Wieringa en anderen stelden dat diens geschriften niet thuishoren in het fonds van een uitgeverij die uit het verzet is ontstaan. De filmeditie van haar roman De held zal nog wel bij De Bezige Bij verschijnen.

## Privéleven
Durlacher is een dochter van socioloog en schrijver G.L. Durlacher (1928-1996). Het gezin telde uiteindelijk drie dochters. Het gezin verhuisde naar Haarlem, waar Durlacher haar schoolopleiding aan het Stedelijk Gymnasium afrondde. Daarna studeerde zij vanaf 1979 Nederlandse taal- en letterkunde aan de Universiteit van Amsterdam. Zij rondde deze studie in 1988 af.
Durlacher is getrouwd met Leon de Winter, die zij in 1987 ontmoette toen zij hem interviewde over een van zijn romans. Samen hebben ze twee kinderen: Moos en Solomonica. Ze wonen in Bloemendaal en in Santa Monica.